# Csanádalberti
Csanádalberti è un comune dell'Ungheria di 507 abitanti (dati 2001). È situato nella contea di Csongrád-Csanád.